# Данилова (деревня)
Данилова — упразднённая в августе 1996 года деревня в Талицком районе Свердловской области, Россия. Деревня входила в Буткинский сельсовет.

## Географическое положение
Деревня Данилова муниципального образования «Талицкий городской округ» Свердловской области находилась в южной части района, на реке Беляковка, примерно в 3 километрах от деревни Береговая.

## История
Деревня Данилова была основана в конце XVII века. Название происходит от фамилии первопоселенца. 
Переписью 1710 года в ней учтено 19 дворов, 217 жителей. Входила в состав Буткинской волости третьего стана Шадринского уезда Пермской губернии. Жители относились к Введенскому приходу Буткинской слободы.
В 1933 году в деревне образован колхоз им. Свердлова, в дальнейшем деревня входила в совхоз «Буткинский».
Упразднена 7 августа 1996 года.

## Население
Переписью 1710 года учтено 217 жителей.
В 1928 году в Даниловой проживало 552 человека.